# サンアントニオ・スコーピオンズ
サンアントニオ・スコーピオンズ (英語: San Antonio Scorpions) は、かつてアメリカ合衆国・テキサス州サンアントニオを拠点に活動していたサッカークラブ。2010年に設立され、2015年に解散するまで北米サッカーリーグ (NASL)に所属していた。

## 歴史
2010年10月4日、NASLは、サンアントニオの拡張チームが2012年に新リーグに参加することを発表した。チームのオーナーグループは、サンアントニオのビジネスマンで慈善家のゴードン・ハートマンが主導した。2011年1月10日の記者会見で、新クラブの名称が「サンアントニオス・コーピオンズFC」であることが発表された。
クラブは、営業利益の点でほとんどのプロスポーツクラブとは異なる運営が行われた。 オーナーであるゴードン・ハートマンの社会貢献の一環として、スコーピオンズの運営による純利益はすべて、スコーピオンズの本拠地であるトヨタ・フィールドの隣にある車椅子対応のテーマパーク・モーガンズ・ワンダーランドへの資金提供に充てられた。
2015年12月22日、トヨタ・フィールドはサンアントニオ市とベア郡に売却された。

## 歴代所属選手
- ジェフ・カニンガム 2012
- デイヴィッド・ビンガム 2014
- サード・アブドゥル＝サラーム 2015